# Taarlo
Taarlo (ook: Taarloo; Drents: Taorl) is een plaats in de Nederlandse provincie Drenthe. Het maakt deel uit van de gemeente Tynaarlo en ligt ongeveer 5 km ten noordoosten van Assen. Het dorp telde op 1 januari 2023 110 inwoners.

## Geschiedenis
Taarlo wordt mogelijk in 820 n.Chr. genoemd (als Arlo) in de oorkonde van Theodgrim. In de oorkonde staat dat Theodgrim, zoon van Aldgrim, het erfgoed dat hij van Ricfrid had gekregen, schenkt aan het klooster Werden. In de oorkonde staat letterlijk dat het erfgoed ligt in "villa qui dicitur Arlo in pago Threant" dus: "in het dorp Arlo in de gouw Drenthe". Volgens de oorkonde bevatte dit gebied ook een kerk. Het is echter onduidelijk of met deze passage Taarlo, Tynaarlo of Vries bedoeld wordt. In het gebied rond Taarlo zijn archeologische vondsten gedaan uit de Late Bronstijd tot Midden-IJzertijd (1100 v.Chr. - 250 v.Chr.). Er zijn ook vondsten gedaan uit de eerste en tweede eeuw na Christus.

## Drentsche Aa

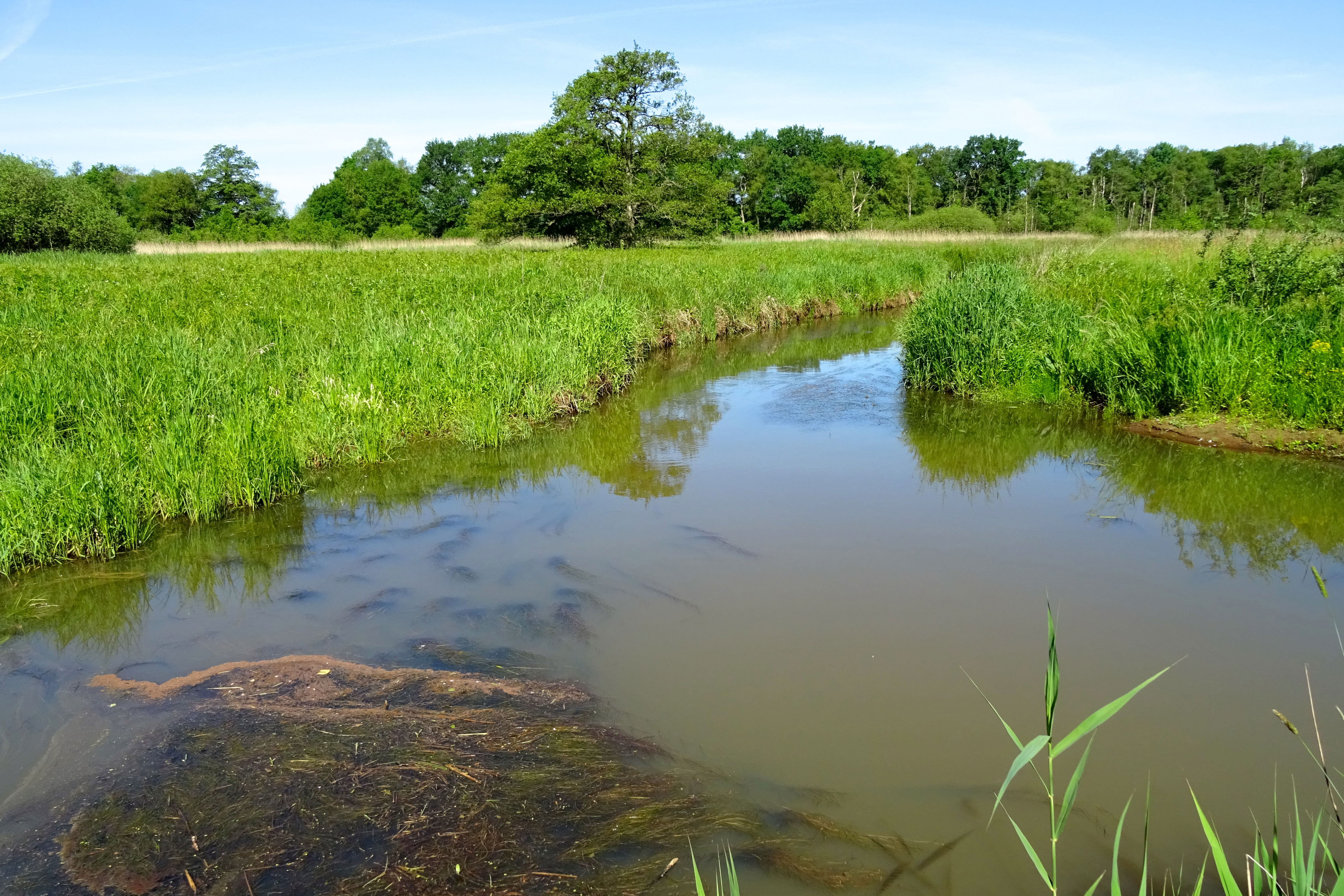

Taarlo ligt binnen het nationaal park Drentsche Aa. De westelijke tak van de beek, vernoemd naar het dorp, stroomt langs de oostkant van Taarlo. Even ten noorden vloeien het Taarlosche Diep en het Gasterensche Diep samen en gaan dan verder als Oudemolensche Diep.
Dorpen: Bunne · De Groeve · De Punt · Donderen · Eelde · Eelderwolde · Midlaren · Oudemolen · Paterswolde (deels) · Taarlo · Tynaarlo · Vries · Winde · Yde · Zeegse · Zeijen · Zuidlaarderveen · Zuidlaren (Schuilingsoord · Westlaren)

Buurtschappen: Bokkenstreek · Bruilweering (deels) · Halfweg · Luchtenburg · Oosterbroek · Plankensloot · Schelfhorst · Zuideinde

Drenthe: Steden en dorpen      Nederland: Provincies · Gemeenten